# Arbroath FC
Arbroath FC är en skotsk fotbollsklubb från Arbroath, bildad år 1878. Klubben spelar sina hemmamatcher på Gayfield Park. De tillhör Scottish League One, nivå tre i ligasystemet.
Klubben är känd för den största segern genom tiderna i fotbollshistorien, 36–0 mot Bon Accord i en cupmatch 1885. Arbroath blev medlemmar av Scottish Football Leagues andra division 1921. På 1930-talet spelade klubben i första divisionen och nådde sina högsta placeringar med en 11:e plats av 20 lag säsongerna 1935/1936 och 1937/1938. Största framgång i skotska cupen är semifinal 1946/1947.